# Nyctimene keasti
Nyctimene keasti es una especie de murciélago de la familia Pteropodidae.

## Distribución geográfica
Se encuentra en Babar, Tanimbar, y la Islas Kai.